# 신생 (춘추)
신생(申生, 생년 미상 ~ 기원전 655년)은 진 헌공의 맏아들이며, 진 혜공과 진 문공의 맏형이다. 아버지가 자신을 사살하려고 하자 그는 자결한다. 사후 공태자란 시호를 받았다.

## 출생
춘추시기의 역사서 《춘추좌씨전》의 '장공 28년'과 《사기》 권39(卷三十九) 진세가 제9(晉世家 第九)에 따르면, 신생은 진나라 헌공(獻公)의 첫째 아들이다. 헌공은 아버지 무공의 첩인 제강(齊姜)과의 사이에서 장차 진나라 목공(穆公)의 부인이 될 딸과 태자 신생을 낳았다.

## 죽음
신생의 죽음에 관한 일화가 《춘추좌씨전》 '희공 4년'에서 등장한다. 헌공이 여융(驪戎)을 정벌했을 때, 여융의 왕은 여희(驪姬)를 그에게 바쳤다. 헌공은 여희를 데리고 돌아와 해제(奚齊)를 낳았고, 그녀의 여동생에게서 탁자(卓子)를 낳았다. 여희는 자신의 아들 해제를 태자로 세우려고 모의를 꾸몄다. 그녀는 태자 신생에게 말하기를 '임금님께서 꿈에 당신의 어머니 제강을 보았으니 속히 제사를 올리라.'고 하여, 태자는 곡옥 지방에서 어머니의 제사를 올렸다. 이 제사에 사용한 술과 고기를 아버지 헌공에게 보냈지만, 그는 사냥을 나간 상태였다. 여희가 그것들을 6일 동안 궁중에 두었다가 헌공이 도착하자 독을 넣어 헌공에게 바쳤다. 헌공이 그 술을 마시기 전에 땅위에 고수레하니 땅이 부풀어 오르고, 개에게 주니 개가 죽고, 하인에게 주니 또한 하인도 죽었다. 여희가 이를 보고 헌공에게 '태자가 도적이다.'라고 울며 말하였다. 신생은 신성(新城)으로 달아났고, 이에 헌공은 신생의 스승 두원관(杜原款)을 죽였다. 결국 신생은 여희에 눈먼 아버지가 자신의 변명을 들어주지 않을 것을 알고, 12월 무신일에 곡옥에서 목을 매어 죽었다.
아우 진 혜공이 즉위한 후 신생에게 '공'(共, 恭)이란 시호를 올려 공태자라 하고, 개장하였다.

## 《국어(國語)》에서의 언급
춘추시기의 역사서 국어에는 다음과 같은 글이 실려 있다.
신생이 직상(稷桑)에 이르자 적인(狄人)이 나와 저항했다. 신생이 나가 싸우려 하자, 호돌(狐突, 진 문공의 외조부인 백행(伯行))이 신변 위험과 참언(신생을 태자에서 밀어내려는 참언)을 이유로 말렸다. 그러나 신생은 직상에서 적인을 물리치고 돌아왔다. 이후에 참언이 더욱 일어났고, 호돌은 문을 닫고 문 밖 출입을 삼갔다. 군자가 이에 대하여 말하였다. ‘호돌은 사려가 깊도다.’-- 《국어》 제7권 중

이 부분이 고사성어 두문불출(杜門不出)의 유래가 되었다는 설이 있다.

## 참고 문헌
- 문공 - 두산세계대백과사전